# Jim McGreevey
James Edward McGreevey (sinh ngày 6 tháng 8 năm 1957) là một chính khách người Mỹ và là thành viên của Đảng Dân chủ, từng giữ chức Thống đốc New Jersey thứ 52 từ năm 2002 cho đến khi ông từ chức năm 2004 sau khi tiết lộ về mối quan hệ ngoài hôn nhân của mình với một người được ông chỉ định chức cố vấn.
McGreevey phục vụ trong Đại hội đồng New Jersey từ 1990 đến 1992, với tư cách là Thị trưởng Thị trấn Woodbridge từ năm 1991 đến 2002, và tại Thượng viện New Jersey từ 1994 đến 1998. Ông là ứng cử viên Dân chủ cho Thống đốc New Jersey năm 1997, nhưng bị đánh bại trong gang tấc bởi Christine Todd Whitman đương nhiệm của đảng Cộng hòa. Ông ra ứng cử thống đốc một lần nữa vào năm 2001 và được bầu bởi một biên độ lớn.
Trong nhiệm kỳ quản giáo của mình, McGreevey, người sau đó đã kết hôn, đã bổ nhiệm người tình bí mật của mình, Golan Cipel, người Israel, làm cố vấn an ninh nội địa mặc dù Cipel không có kinh nghiệm hoặc bằng cấp liên quan. Vào ngày 12 tháng 8 năm 2004, sau những lời đe dọa về một vụ kiện sẽ phơi bày chuyện ngoại tình của mình, McGreevey công khai thừa nhận đồng tính luyến ái và mối quan hệ ngoài hôn nhân của mình; ông cũng tuyên bố sẽ từ chức thống đốc có hiệu lực từ ngày 15 tháng 11 năm 2004.
McGreevey đã xuất bản một cuốn hồi ký mang tên Lời xưng tội năm 2006. Sau đó, ông theo đuổi chức vụ trong Giáo hội Tân giáo và lấy bằng Thạc sĩ Thần học từ Chủng viện Thần học Tổng quát ở Thành phố New York; tuy nhiên, Giáo hội Tân giáo đã từ chối phong chức ngài. Vào tháng 7 năm 2013, McGreevey được bổ nhiệm làm người đứng đầu Chương trình Việc làm & Đào tạo (JCETP) của Thành phố Jersey. Ông phục vụ trong khả năng đó cho đến khi chấm dứt năm 2019.

## Đời tư
McGreevey có một cô con gái từ cuộc hôn nhân đầu tiên của mình (1991–1997) với Karen Joan Schutz người Canada và một cô con gái khác từ cuộc hôn nhân thứ hai với Dina Matos, người Bồ Đào Nha.
Matos và McGreevey ly thân sau khi ông tiết lộ rằng ông là người đồng tính, và cuối năm 2005 McGreevey và giám đốc điều hành người Mỹ gốc Úc Mark O'Donnell bắt đầu một mối quan hệ. Hai người sống ở Plainfield, New Jersey. Vào ngày 14 tháng 3 năm 2007, Associated Press báo cáo rằng McGreevey đang tìm kiếm quyền nuôi con gái nhỏ của mình và nộp đơn xin cấp dưỡng con cái. Matos yêu cầu 600.000 đô la cộng với tiền cấp dưỡng. Vào ngày 8 tháng 8, ly hôn đã được cấp. McGreevey nhận được quyền nuôi con chung và được chỉ đạo trả tiền nuôi con. Matos đã bị từ chối cấp dưỡng. Trong hồi ký của mình, Matos đã viết rằng cô sẽ không bao giờ kết hôn với McGreevey nếu cô biết ông là người đồng tính, và cô cũng không chọn có một người đàn ông đồng tính làm bố con mình.
Vào tháng 10 năm 2015, McGreevey chuyển từ Plainfield đến Thành phố Jersey, làm dấy lên tin đồn rằng ông có thể ra tranh cử thị trưởng. Ông phủ nhận tin đồn.